# Associatie van zilte rus
De associatie van zilte rus (Juncetum gerardi) is een associatie uit het verbond van Engels gras (Armerion maritimae).

## Naamgeving en codering
| Synoniemen                            |
| ------------------------------------- |
| Festuco-Juncetum gerardi Warming 1906 |

- Syntaxoncode voor Nederland (rVvN): r27Ac01
- BWK-karteringscode: hpr(*)+da, hp(*)+da, h+da

De wetenschappelijke naam Juncetum gerardi is afgeleid van de botanische naam van zilte rus (Juncus gerardii).

## Ecologie
De associatie van zilte rus komt voor in kustgebieden met slibrijke bodems waarop een compacte, humeuze toplaag aanwezig is en die extensief door runderen of schapen wordt beweid.

## Subassociaties
In Nederland en Vlaanderen wordt binnen de associatie van zilte rus een tweetal subassociaties onderscheiden.
- typische subassociatie (Juncetum gerardi typicum)
- subassociatie met vertakte leeuwentand (Juncetum gerardi leontodontetosum)

## Vegetatiezonering

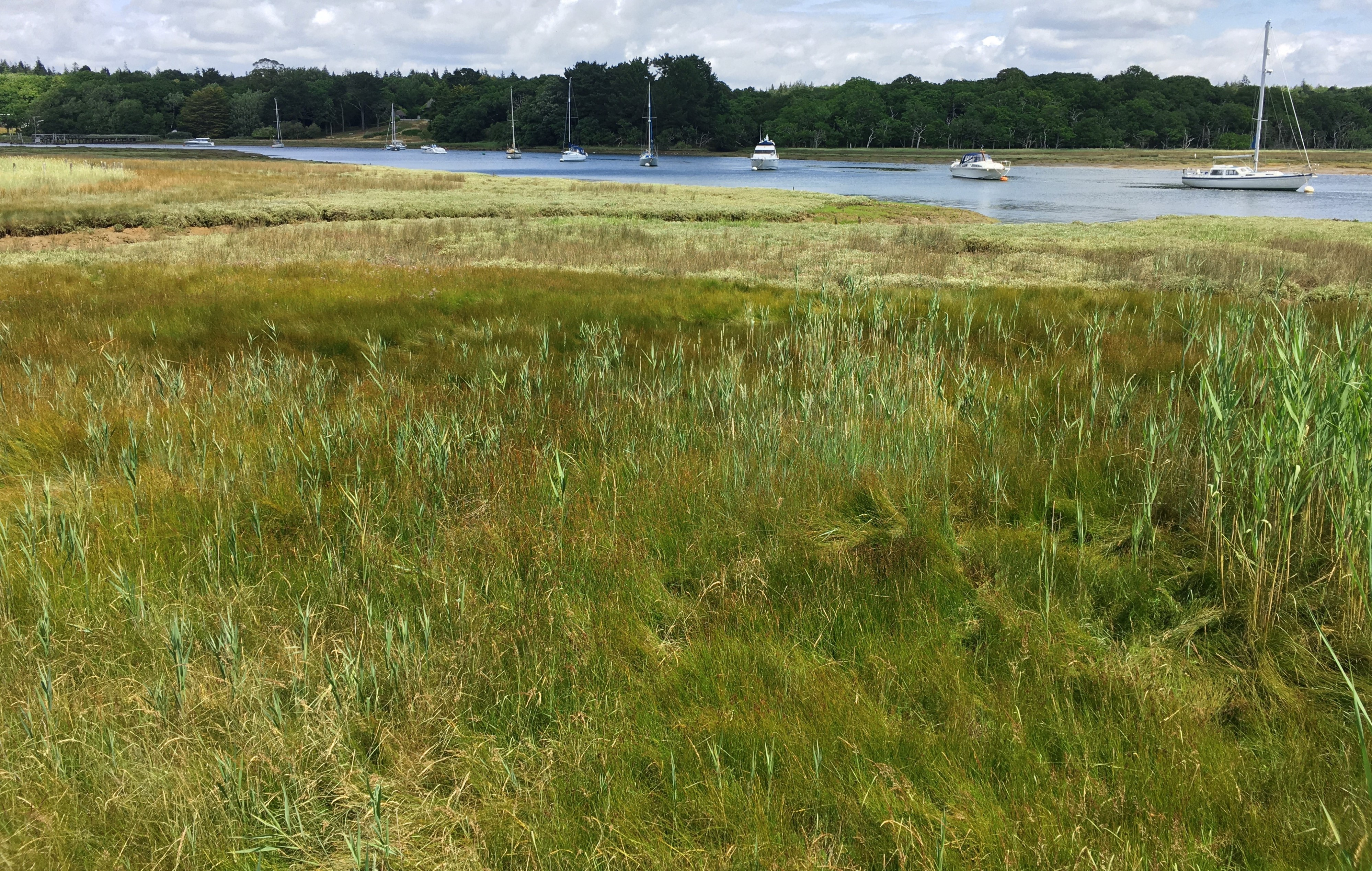
Een kwelder met de associatie van zilte rus die op de achtergrond contact maakt met de zoutmelde-associatie.

In de vegetatiezonering vormt de associatie van zilte rus vaak contactgemeenschappen met andere associaties uit de zeeaster-klasse. Zo staat het erg vaak in contact met de associatie van gewoon kweldergras en de associatie van Engels gras en rood zwenkgras.